# Meherdates de Pàrtia
Meherdates IV (en part: 𐭌𐭄𐭓𐭃𐭕 'Mihrdāt') o de vegades Mitridates va ser rei de Pàrtia l'any 49.
Després de l'assassinat de Vardanes I de Pàrtia l'any 46 un sector de la noblesa era partidària de proclamar rei a Meherdates, fill de Vonones I de Pàrtia, que era ostatge a Roma. Però finalment, per la força de l'exèrcit escita, Gotarces II va ser coronat rei l'any 47.
Alguns nobles, descontents amb Gotarces per la seva crueltat i la seva luxúria, el van cridar l'any 49, enviant una carta a l'emperador Claudi. Meherdates amb permís de Roma es va presentar a la frontera de Pàrtia a l'Eufrates i els seus partidaris el van proclamar rei l'any 49 entre ells el rei Abgar V d'Osroene que era en secret fidel a Gotarces. Abgar V va aconsellar al pretendent que en lloc de marxar directament contra Selèucia del Tigris i Ctesifont, passés per Nínive i per la riba esquerra del Tigris, i Meherdates li va fer cas. Gotarces, posat al corrent per Abgar, va sorprendre a Meherdates prop de Nínive i el va derrotar i fer presoner i li va fer tallar les orelles, cosa que l'inhabilitava per a ser rei.